# ノバ・エンジニアリング
ノバ・エンジニアリング株式会社（英: NOVA ENGINIEERING CO.,LTD.）は、静岡県小山町に本社を置く、モータースポーツ事業を基幹業務とする自動車関連会社（レーシングカーコンストラクター）。

## 概要
前身は、ホンダ・S800ベースの「コニリオ」や軽フォーミュラ「アウグスタ」を製作したコンストラクター「レーシング・クォータリー (RQ) 」。 1973年4月にRQ主宰者の山梨信輔と風戸裕が、風戸のマシンをメンテナンスすることを目的にノバ・エンジニアリングを設立した。社名はイラストレーターの池田BOWによって考案され、「新星」を意味する「nova」が由来となっている。
1979年に猪瀬良一が代表取締役に就任、それに合わせて森脇基恭（2009年現在 同社取締役技術部長）などが入社。一方でそれと相前後して山梨ら創業メンバーが同社を退社した。このため、レース専門誌等では「社名は同じでも実質的には別の会社である」との考え方から、山梨ら創業メンバーの時代を「第1期」、猪瀬・森脇らの入社後を「第2期」として区別する場合がある。
その後、ノバレーシングチーム監督であった鬼木秀和が猪瀬から株式を買い取り社長に就任するが、直後、取締役会動議により突然解任され、2010年6月に猪瀬良一の息子、信也が代表取締役に就任した。その信也も2014年上期、自己都合により社長職を退任、現在は猪瀬家の親戚でもあり、長年に渡り海外取引等の経験が深い中村が代表に就任した。
全日本F2000選手権、全日本F2選手権、全日本F3000選手権、フォーミュラ・ニッポンなどの国内トップフォーミュラや富士グランチャンピオンレース（富士GC）などでの活躍が有名。全日本F2000と全日本F2ではBMW・M12/7エンジンを搭載するノバ製マシンのユーザーが、1976年〜1978年にかけて3年連続チャンピオンを獲得している。1978年までの「第1期」時代のノバ製チャンピオンマシンの車体は宮坂宏が設計、ボディカウル、空力はムーンクラフトの由良拓也が設計。「第2期」では全日本スポーツプロトタイプカー耐久選手権ではポルシェ・956や962Cのメンテナンスで知られ、ADVANポルシェやFromAポルシェの活躍を支えた。
1980年代前半までは完全自社開発のマシンを数多く製作していたが、近年は他社が製作したマシンのメンテナンスやチューンアップ、レーシングチームの運営といった業務がメインとなっている。
日産・GT-Rの開発実験に携わり、開発ドライバーとして鈴木利男と契約、2011年には全国に3か所しかない「GT-R特約サービス工場」に指定、工場内にはGT-R専用の整備環境も整っていたが、開発能力低下により、日産との契約は終了している。また2013年までは、全日本F3選手権・F3Nクラスに参戦する「NDDP RACING」の運営も受託していたが、同チームの運営も2014年からはB-MAX RACING TEAMに移行した。
2010年代以後は、モータースポーツで培ったカーボン・コンポジット技術を利用して、東京大学宇宙線研究所を中心に日豪協力で建設された、通称「カンガルー望遠鏡」と言われるガンマ線観測天体望遠鏡のガンマ線球面鏡の開発・製造も手がけるなど異分野への参入やメーカー委託による市販用車両の開発も行っていたが、工場長以下専門職人達の退社により事実上形骸化している。
その後は、アウディスポーツカスタマーレーシング日本代理店として、Audi R8 LMS Ultraを取り扱っている。

## 在籍したドライバー
- 風戸裕 (1973年 - 1974年) - 富士GCに参戦。
- 藤田直広 - 風戸の後任として富士GCに参戦。
- 生沢徹
- 星野一義
- 中嶋悟 - 1976年まではプライベーターとして活動していたが、資金難のため活動を停止しようとしていた所をBMWのエンジンをチューニングしていた松浦賢により見いだされ、翌1977年より同社のシャシーを使ってヒーローズレーシングより全日本F2000・FJ1300に参戦するようになった。
- 長谷見昌弘
- 片山義美 (1983年 - 1984年) - 富士GCに参戦。エントラントは、片山レーシングでマシン製作とメンテネンスを担当。シャーシにマーチ812/エンジンにマツダ13B（ロータリーエンジン）を使用して、ノバエンジニアリングにて設計・製造されたオリジナルカウルを使用。シャーシのマーチ812は、ノバ製カウルに合わせての改造と補強をノバで実施。マシン名は、1983年がKN83/84年がKN84。KNは、カタヤマ・ノバの頭文字から使用。
- 高橋徹 (1983年)
- 高橋国光 (1983年 - 1991年)
- 高橋健二（1984年 - 1986年 JSPC）
- ステファン・ヨハンソン (1984年)
- ロベルト・モレノ (1985年)[2]
- マイク・サックウェル（1986年 - 1987年）
- ケネス・アチソン (1987年)
- 中谷明彦 (1989年 - 1992年)
- フォルカー・ヴァイドラー (1990年 - 1992年)
- ハインツ＝ハラルド・フレンツェン (1992年 - 1993年)[3]
- マウロ・マルティニ (1992年 - 1995年) - 1992年全日本F3000選手権チャンピオン
- ノルベルト・フォンタナ（1996年）
- ペドロ・デ・ラ・ロサ (1996年 -1997年) - 1997年フォーミュラ・ニッポンチャンピオン
- ラルフ・ファーマン (1998年 - 2000年)
- 加藤寛規 (1999年、2003年)
- 山本清大 (2002年)